# Roger de Hoveden
Roger de Hoveden, ou Roger de Howden, est un chroniqueur anglais vivant entre la seconde moitié du XIIe siècle et le début du XIIIe siècle.

## Biographie
On pense qu'il est originaire de Howden, dans l'est du Yorkshire. On ne sait rien de lui avant l'année 1174. Il est alors au service du  roi Henri II par qui il est envoyé en France pour une mission secrète des lords de Galloway. En 1175, il apparaît de nouveau comme un négociateur entre le roi et un certain nombre de maisons religieuses anglaises. L'intérêt que porte Hoveden aux affaires ecclésiastiques et les miracles peuvent justifier la supposition qu'il est un clerc. Cela, cependant, ne l'empêche pas en 1189 de rendre la justice des forêts de Yorkshire, Cumberland et Northumberland.
Pendant cette période, on pense qu'il a travaillé sur son ouvrage Gesta Henrici II et Gesta Regis Ricardi. Cette chronique a été autrefois attribuée à Benoît de Peterborough, qui a fait copier le manuscrit pour sa bibliothèque. Le Gesta Regis Henrici II et Gesta Regis Ricardi est le travail d'un homme bien informé, en contact avec la cour et proche d'Henri II. Il se pose lui-même des limites à l'histoire externe d'événements, et son ton est strictement impersonnel. Il incorpore quelques documents officiels et de nombreuses fois tire évidemment ses informations d'autres personnes, qu'il ne cite pas. Il fait une pause sur son travail en 1177, lorsque son premier manuscrit est achevé. Le travail commence à Noël 1169 et se conclut en 1192; il met ainsi en forme un fragment, couvrant les parties du règne d'Henri II et Richard Ier.
Hoveden participa à la Troisième croisade aux côtés du roi Richard Ier et le rejoint à Marseille en août 1190. Il partit pour l'Europe en août 1191, dans l'entourage du roi Philippe Auguste. À son retour, environ en 1192, il commence à écrire sa Chronica, une histoire générale de l'Angleterre de 732 à son temps. Pour la période 732-1148, il s'inspire profondément d'une chronique existant, mais non publiée, Historia Saxonum sive Anglorum post obitum Bedae (le manuscrit est aujourd'hui au British Museum), qui a été composé vers 1150. De 1148 à 1170 il utilise les Chroniques de Melrose (édité pour le Bannatyne Club en 1835 par Joseph Stevenson (en)) et une collection de lettres concernant la controverse de Thomas Becket. De 1170 à 1192, il écrit Gesta Regis Henrici II et Gesta Regis Ricardi, révise le texte et insère quelques documents supplémentaires.
Il écrit toujours impersonnellement, cite des documents et adhère à la méthode annalistique. Sa chronologie est exacte, mais il y a assez d'erreurs pour prouver qu'il enregistre des événements à certain écart de temps. Tant sur des affaires étrangères que sur les questions de la politique intérieure, il est très bien informé. Son expérience et ses contacts officiels lui permettent d'être très bon. Son travail cesse brusquement en 1201, quoiqu'il ait certainement l'intention de le porter plus loin. Il est probablement mort cette année.

## Ouvrages
- Gesta Regis Henrici Secundi et Gesta Regis Ricardi Benedicti abbatis (ed. William Stubbs) (2 vols., Rolls series, 1867
- Chronica (ed. William Stubbs) (4 vols., Rolls series, 1868-71)